# 821
821 је била проста година.

## Догађаји
- Википедија:Непознат датум — Владавина династије Абасида у Багдаду.

- Јануар — иконокласт Антоније I Цариградски постаје патријарх Цариградски.
- Почетак године — почиње устанак у источним темама Византије, предвођен Томом Словеном, који се прогласио царем. На Михаиловој страни остају само Опсикија и Арменија. Тома прелази из Азије у Тракију, а у децембру Тома се приближава Цариграду, али повлачи своје трупе са почетком мраза.
- Словенска опсада Цариграда: Трупе Томе Словена опседају престоницу Византије, Цариград.
- Нормани стварају државу у Ирској са престоницом у Даблину.
- Држава Тахирида настаје у Хорасану. Калиф Ел-Мамун претвара Хорасан у посебно намесништво иранске породице Декан Тахирида.
- У Хазарији је јеврејска заједница коначно победила, поразивши Кабаре.
- Неуспешан покушај Тибетанаца да нападну Ујгурију. Франачка држава
- Септембар 818 – март 822 – устанак посавских Словена против Франака под вођством кнеза Људевита Посавског, који је брутално угушио Луј Побожни.
- У Саксонији почиње Штелингов устанак. Побуњеници протерују своје господаре и живе по старим законима. Устанак су угушиле краљевске трупе.